# Patrimoni dell'umanità dell'Algeria
I patrimoni dell'umanità dell'Algeria sono i siti dichiarati dall'UNESCO come patrimonio dell'umanità in Algeria, che è divenuta parte contraente della Convenzione sul patrimonio dell'umanità il 24 giugno 1974.
Al 2022 i siti iscritti nella Lista dei patrimoni dell'umanità sono sette, mentre sei sono le candidature per nuove iscrizioni. Il primo sito iscritto nella lista è stata nel 1980 la Qal'a dei Banu Hammad, durante la quarta sessione del comitato del patrimonio mondiale. Gli altri siti furono aggiunti nel 1982 (cinque) e 1992. Sei siti sono considerati culturali, secondo i criteri di selezione, uno misto.

## Siti del Patrimonio mondiale
| Foto | Sito                  | Luogo                                         | Tipo                           | Anno | Descrizione |
| ---- | --------------------- | --------------------------------------------- | ------------------------------ | ---- | --- |
|      | Qal'a dei Banu Hammad | Maadid                                        | Culturale (102; iii)           | 1980 | In un sito montuoso di straordinaria bellezza, le rovine della prima capitale degli emiri Hammadidi, fondata nel 1007 e demolita nel 1152, forniscono un quadro autentico di una città musulmana fortificata. La moschea, la cui sala di preghiera ha 13 navate con otto campate, è una delle più grandi dell'Algeria. |
|      | Tassili n'Ajjer       | Provincia di Illizi, Provincia di Tamanrasset | Misto (179; i, iii, vii, viii) | 1982 | Situato in uno strano paesaggio lunare di grande interesse geologico, questo sito possiede uno dei più importanti raggruppamenti di arte rupestre preistorica al mondo. Più di 15 000 disegni e incisioni registrano i cambiamenti climatici, le migrazioni animali e l'evoluzione della vita umana ai margini del Sahara dal 6000 a.C. ai primi secoli dell'era attuale. Le formazioni geologiche sono di notevole interesse paesaggistico, con arenarie erose che formano "foreste di pietra". |
|      | Valle dello M'zab     | Provincia di Ghardaïa                         | Culturale (188; ii, iii, v)    | 1982 | Un habitat umano tradizionale, creato nel X secolo dagli Ibaditi attorno ai loro cinque ksour (città fortificate), è stato conservato intatto nella valle dello M'Zab. Semplice, funzionale e perfettamente adattata all'ambiente, l'architettura dello M'Zab è stata progettata per la vita comunitaria, nel rispetto della struttura della famiglia, ed è ancora oggi fonte d'ispirazione per gli urbanisti.                                                                                   |
|      | Djémila               | Djémila                                       | Culturale (191; iii, iv)       | 1982 | Situata a 900 m sul livello del mare, Djémila, o Cuicul, con il suo foro, i templi, le basiliche, gli archi di trionfo e le case, è un interessante esempio di urbanistica romana adattata a una località di montagna. |
|      | Tipasa                | Tipasa                                        | Culturale (193; iii, iv)       | 1982 | Sulle sponde del Mediterraneo, Tipasa era un antico scalo commerciale punico conquistato da Roma e trasformato in una base strategica per la conquista del regno di Mauretania. Comprende un gruppo unico di rovine fenicie, romane, paleocristiane e bizantine accanto a monumenti indigeni come il Kbor er Roumia, il grande mausoleo reale della Mauretania. |
|      | Timgad                | Timgad                                        | Culturale (194; ii, iii, iv)   | 1982 | Timgad si trova sulle pendici settentrionali dei monti Aurès e fu creata ex nihilo come colonia militare dall'imperatore Traiano nel 100 d.C. Con il suo recinto quadrato e il disegno ortogonale basato sul cardo e sul decumano, i due percorsi perpendicolari che attraversano la città, è un ottimo esempio di urbanistica romana. |
|      | Casba di Algeri       | Algeri                                        | Culturale (565; ii, v)         | 1992 | La Casba è un tipo unico di medina, o città islamica. Sorge in uno dei più bei siti costieri del Mediterraneo, affacciato sulle isole dove nel IV secolo a.C. fu fondata una stazione commerciale cartaginese. Ci sono i resti della cittadella, antiche moschee e palazzi in stile ottomano, nonché i resti di una struttura urbana tradizionale associata a un profondo senso di comunità. |

## Siti candidati
| Foto | Sito                                                                                  | Luogo                                                                  | Tipo                                 | Anno       | Descrizione |
| ---- | ------------------------------------------------------------------------------------- | ---------------------------------------------------------------------- | ------------------------------------ | ---------- | --- |
|      | Oasi con foggara e ksour del Grande Erg Occidentale                                   | Provincia di Béni Abbès                                                | Culturale (1772; ii, iii, iv, vi)    | 30/12/2002 | Il Saoura ha scavato una valle stretta, incastonata tra la catena di Ougarta e i terreni terziari pedemontani meridionali dell'Atlante. Era un'importante rotta carovaniera transhariana che giungeva a Gao nel territorio maliano dopo aver attraversato Tanezrouft. Presenta uno dei paesaggi più suggestivi su entrambi i lati del uadi, qui giustapposti alle scarpate rossastre dell'Hamada du Guir a ovest e alle bionde dune del Grande Erg Occidentale a est. Tra i due, sono sparsi palmeti e ksour; ovunque pozzi a pendolo destinati a sollevare l'acqua nei foggara; molti ksour sono ancora abitati (Aguedel, El Ouarta, Guerzim, Kerzaz). |
|      | Siti, luoghi e itinerari agostiniani del Maghreb centrale                             | 14 componenti                                                          | Culturale (1773; ii, iii, iv, vi)    | 30/12/2002 | La candidatura comprende strade romane e siti archeologici legati al padre della Chiesa Agostino d'Ippona: le città di Ippona (Annaba), Calama (Guelma), Thibilis (Sellaoua Announa), Thubursicu Numidarum (Khemissa), Madaure (M'daourouch), Thagaste (Souk Ahras), Castellum Tidditanorum (Tiddis), Tagora (Taoura), Milevi (Mila), Sitifis (Setif), Cesarea (Cherchell), Cartenae (Ténès), Theveste (Tébessa) e Tubune (Tobna). |
|      | Nedroma e i Trara                                                                     | Provincia di Tlemcen                                                   | Culturale (1774; ii, iii, iv, v)     | 30/12/2002 | Capitale dei Trara costruita sul dorso del Jebel Filaoussene da Abdelmoumen Ben Ali nel 1150 sulle rovine di una città berbera, ha accolto molti immigrati andalusi cacciati dalla Reconquista e divenne un importante centro tessile nel XVI secolo. Ma la città è inseparabile dalla sua regione: le montagne dei Trara, una bellissima e molto dinamica regione rurale tradizionale ricca di dechra, ulivi e giardini. Questa catena montuosa è la culla degli Almohadi. |
|      | Uadi Souf                                                                             | Provincia di El Oued                                                   | Culturale (1775; ii, iii, iv, v)     | 30/12/2002 | Insieme di oasi uniche impiantate in pieno erg imponendo un particolare modo di sviluppo (tecnica del ghout) e un originale sistema di coltura: le palme sono piantate direttamente sopra la falda in fondo a vasti imbuti scavati nella sabbia. Le colture secondarie vengono coltivate ai margini degli imbuti e irrigate da pozzi a bilancere. El Oued è la capitale del Souf: la sua architettura differisce da quella di altre città sahariane, poiché al posto delle terrazze le cupole coronano le case. |
|      | Mausolei reali di Numidia, della Mauretania e monumenti funerari pre-islamici         | Abalessa, Boumia, El Emir Abdelkader, El Khroub, Sidi Rached, Tousnina | Culturale (1776; ii, iii, iv)        | 30/12/2002 | Questi monumenti reali rappresentano una selezione di notevoli esempi di sepolture risalenti a vari periodi e di diverse regioni. Testimoniano la diversità dei progetti architettonici e delle tecniche artigianali sviluppate nel corso di diversi millenni. Questa serie è compost da sei componenti: la Soumaâ di El Khroub, il Medracen, il Mausoleo reale di Mauretania, il Mausoleo di Beni Rhénane, i Jedar e la Tomba di Tin Hinan. |
|      | Parco dell'Aurès con gli insediamenti nelle oasi delle gole di Rhoufi e di El Kantara | Provincia di Batna, Provincia di Biskra                                | Misto (1777; ii, iii, iv, v, vii, x) | 30/12/2002 | Questa regione ha un'innegabile originalità umana; è il paese dei Chaouia e presenta una grande unità di stile di vita: la società tradizionale berbera che ha conservato la sua lingua, i suoi costumi e il suo habitat terrazzato. Questa specificità è in parte dovuta al fatto che l'Aurès è stato per molto tempo un mondo chiuso, protetto dalle sue alte scarpate e dai suoi valloni aperti. L'habitat nei villaggi addossati ai pendii (dechra) e i terreni di colture a terrazzamenti sostenuti da muretti in pietra testimoniano un antico insediamento umano ben adattato all'ambiente montano.                                              |